# Vince Locke
Vince Locke (né dans le Michigan) est un dessinateur de bande dessinée et illustrateur américain. 

## Biographie
Il est connu pour le comics de zombie Deadworld (depuis 1986), la bande dessinée A History of violence (1997) et ses pochettes pour Cannibal Corpse.

## Prix
- 2005 : Prix Haxtur de la meilleure histoire courte pour A History of violence (avec John Wagner)